# Clarkston Heights–Vineland
Clarkston Heights–Vineland az Amerikai Egyesült Államok északnyugati részén, Washington állam Asotin megyéjében elhelyezkedő statisztikai település. A 2010. évi népszámlálási adatok alapján 6326 lakosa van.

## Népesség
A 2010-es népszámláláskor  6326 lakója, 2596 háztartása és 1902 családja volt. A népsűrűség 410,8 fő/km2. A lakóegységek száma 2713, sűrűségük 176,2 db/km2. A lakosok 96,3%-a fehér, 0,2%-a afroamerikai, 0,8%-a indián, 0,5%-a ázsiai, 0,1%-a a Csendes-óceáni szigetekről származik, 0,4%-a egyéb, 1,8%-a pedig kettő vagy több etnikumú. A spanyol vagy latino származásúak aránya 2,2% (1,4% mexikói,  0,1% kubai, 0,6% egyéb spanyol vagy latino származású.)
A háztartások 24,4%-ában élt 18 évnél fiatalabb. 62,8% házas, 7,2% egyedülálló nő, 3,3% egyedülálló férfi, 26,7% pedig nem család. 21,8% egyedül élt; 11%-uk 65 éves vagy idősebb. Egy háztartásban átlagosan 2,43 személy élt; a családok átlagmérete 2,81 fő.
A medián életkor 47,7 év volt. Lakóinak 21,1%-a 18 évesnél fiatalabb, 3,6% 18 és 24 év közötti, 19,3%-uk 25 és 44 év közötti, 32,2%-uk 45 és 64 év közötti, 21,5%-uk pedig 65 éves vagy idősebb. A lakosok 49,4%-a férfi, 50,6%-a pedig nő.